# Terrence Williams
Pour les articles homonymes, voir Williams.
Terrence Deshon Williams est un joueur américain de basket-ball né le 28 juin 1987 à Seattle, Washington.

## Carrière
Terrence Williams joue quatre saisons au niveau universitaire pour les Cardinals de l'Université de Louisville et l'entraineur Rick Pitino. Il est ensuite sélectionné en onzième position de la Draft 2009 de la NBA par les Nets du New Jersey avec qui il signe un contrat de quatre saisons. Lors de sa première saison, il marque en moyenne 8,4 points par match. Le 15 décembre 2010, il fait partie d'un échange impliquant trois franchises et Terrence est envoyé aux Rockets. Le 16 mars 2012, il est coupé par les Rockets et signe un contrat de 10 jours avec les Kings de Sacramento le 21 mars 2012, il est conservé jusqu'à la fin de la saison 2011-2012.

## Affaires judiciaires
Le 7 octobre 2021, la procureure américaine du district sud de New York, Audrey Strauss, a inculpé Williams et 15 autres personnes au pénal dans le cadre d'un prétendu stratagème visant à frauder le plan de santé de la NBA, au cours duquel près de 4 millions de dollars de réclamations frauduleuses semblent avoir été faites. Strauss a qualifié Williams de chef de la conspiration. Les accusations alléguaient que Williams avait obtenu des factures médicales et dentaires frauduleuses, les avait envoyées à ses co-conspirateurs, y compris d'autres anciens joueurs de la NBA, et des réclamations ont été soumises par les co-conspirateurs susmentionnés au plan, qui a payé « la plupart » des réclamations pour des soins médicaux jamais rendus. Dix-neuf personnes ont été inculpées dans l'acte d'accusation pour complot en vue de commettre une fraude dans le domaine des soins de santé et une fraude électronique.
Le 3 août 2023, Williams a été condamné à 10 ans de prison pour son rôle dans ce stratagème.